# Arturo Fernández (aktor)
Arturo Fernández wł. Arturo Fernández Rodríguez (ur. 21 lutego 1929 w Gijón, zm. 4 lipca 2019 w Madrycie) – hiszpański aktor telewizyjny i filmowy, który pojawił się w wielu filmach i serialach od czasu debiutu w 1954 roku.

## Życiorys
Arturo Fernandez urodził się 21 lutego 1929 roku w mieście Gijon w Asturii w Hiszpanii. Rozpoczął karierę zawodową jako bokser, gdzie zyskał przydomek „Tygrys Pale”. W 1952 roku służył w wojsku w Logroño. Ożenił się z Isabel Sensat z Katalonii w San Vicente of Montalt 21 marca 1967 roku i rozstali się w 1978 roku. Mieli troje dzieci: Marię Isabel (ur. 1968), Arturo (ur. 1970) i Marię Dolores „Boby” (ur. 1975).
Fernández Rodríguez przeszedł operację żołądka w kwietniu 2019 roku. Wrócił do zdrowia po operacji, ale wkrótce potem poważnie upadł. Jego stan zdrowia pogorszył się i zmarł 4 lipca 2019 roku w szpitalu w Madrycie z powodu komplikacji związanych z upadkiem w wieku 90 lat.

## Filmografia
- 1954: Zamek w Hiszpanii
- 1954: Pocałunek Judasza
- 1958: Dziewczęta Czerwonego Krzyża jako Ernesto
- 1961: Wrony jako César
- 1962: Rogelia jako Fernando
- 1963: Nie bój się prawa jako Toni Basó
- 1968: Nie będziesz chciał żony swojego sąsiada jako Alberto
- 1968: Dom zła jako Fodor
- 1970: Głupiec z łodzi jako Felipe
- 1975: Kacykowie jako zwierzchnik
- 1976: Mauricio, moja miłość jako Mauricio Fernández
- 1991: Dzień, w którym się urodziłem jako Miguel Asenjo Bernal
- 1994: Lepsze czasy jako Curro
- 2005: Apetyt na seks jako Lorenzo